# Run to the Hills
Run to the Hills – singel heavymetalowego zespołu Iron Maiden. Pochodzi on z trzeciego studyjnego albumu grupy – The Number of the Beast. Jest to pierwszy singel Iron Maiden nagrany z Bruce'em Dickinsonem.
„Run to the Hills” został wydany także w wersji koncertowej.
W warstwie tekstowej tytułowy utwór dotyczy starć północnoamerykańskich Indian z żołnierzami amerykańskimi. Konflikt przedstawiony jest z punktu widzenia obydwu stron – ludu Kri i białych przybyszów. Autorem muzyki i tekstu jest Steve Harris.
Utwór znalazł się na albumach koncertowych Live After Death, A Real Dead One, Live at Donington, Rock in Rio, Beast Over Hammersmith, BBC Archives i Death on the Road oraz kompilacjach Best of the Beast, Ed Hunter, Edward the Great, The Essential Iron Maiden i  Somewhere Back in Time.
Druga ścieżka – „Total Eclipse” (ang. pełne zaćmienie) – opisuje koniec świata spowodowany katastrofą ekologiczną.
Okładka, której autorem jest Derek Riggs, przedstawia Eddiego walczącego na głazie z diabłem. Scena rozgrywa się prawdopodobnie w piekle.
W 2002 wydana została dwuczęściowa reedycja singla. Pierwsza część zawiera nagranie studyjne „Run to the Hills”, utwory „22, Acacia Avenue” i „The Prisoner” w wersji koncertowej z 28 sierpnia 1982 z festiwalu w Reading. Dołączony jest także teledysk „Run to the Hills” zmodyfikowany przez studio animacji Camp Chaos.
Druga część reedycji składa się z „Run to the Hills” w wersji z albumu Rock in Rio, utworów „Children of the Damned” i „Total Eclipse” zarejestrowanych 28 sierpnia 1982 na festiwalu w Reading. Jako dodatek wideo zamieszczone jest nagranie „Run to the Hills” z festiwalu Rock in Rio.

## Lista utworów

### Singel z 1982
1. „Run to the Hills” (Steve Harris) – 3:50
2. „Total Eclipse” (Steve Harris, Dave Murray, Clive Burr) – 4:28

### Reedycja z 2002

#### Część I
1. „Run to the Hills” (Harris)
2. „22, Acacia Avenue” (live) (Harris, Smith)
3. „The Prisoner” (live) (Smith, Harris)

„Run to the Hills” (wideo) (Harris)

#### Część II
1. „Run to the Hills” (live) (Harris)
2. „Children of the Damned” (live) (Harris)
3. „Total Eclipse” (live) (Harris, Murray, Burr)

„Run to the Hills” (wideo) (Harris)

## Twórcy
- Steve Harris – gitara basowa
- Dave Murray – gitara
- Bruce Dickinson – śpiew
- Clive Burr – perkusja
- Adrian Smith – gitara